# District de Harda
Le district de Harda (hindi : हरदा जिला) est un district de l'état du Madhya Pradesh, en Inde,

## Géographie
Au recensement de 2011, sa population compte 570 302 habitants.
Son chef-lieu est la ville de Harda. 